# Miguel Quispe
Miguel Quispe (Colquepata, siglo XIX - siglo XX) fue un líder indígena quechua peruano que luchó por los derechos de los indígenas en la década de 1920 en el departamento del Cusco. Fue fotografiado por Miguel Vargas en 1925; las fotos se encuentran en la Fototeca Andina del Centro Bartolomé de las Casas (CBC) en Cusco.

## Biografía
Miguel Quispe nació en el distrito de Colquepata de la provincia de Paucartambo en la región del Cusco aproximadamente en los años de 1880 del siglo XVIII y falleció en el siglo XIX. Perteneció al ayllu de Sayllapata y tuvo por compañera a Manuela Mamani.
Debido a la falta de información no se sabe con exactitud su niñez y juventud, los únicos relatos con los que se cuenta acerca de Miguel Quispe son en base a una entrevista de un periodista del diario El Comercio cuando la tensión política frente al gobierno de Augusto B. Leguía tenía repercusión en la región del Cusco, por los años 1920 en su localidad de Colquepata.
Se ha mencionado que formó parte del Comité Central Pro Derecho Indígena Tawantinsuyo,  donde estuvieron personajes como Luis E. Valcárcel y líderes anarquistas. También que se consideraba seguidor y defensor de Augusto B. Leguía, presidente de esa época. En la única entrevista que se realizó el afirmó se autoidenficó como indio y peruano, señalándole a su entrevistador:

Tú también eres peruano, es decir indio. Solo eres diferente de mí en tu vestido y tu educación»

De acuerdo a la antropóloga Marisol de la Cadena, en esa época «no tenía realmente muchas posibilidades de ser oído y mucho menos comprendido. Para sus interlocutores, el vestido y la instrucción eran manifestaciones externas de diferencias culturales heredadas que caracterizaban a la “raza india”».

## Controversia con los representantes del indigenismo peruano
Miguel Quispe sufrió discriminación por parte de la elite cusqueña designándolo como "El Inca Quispe". Dentro de sus entrevistas se evidencia mucho del pensamiento reflexivo por parte de Miguel Quispe donde le menciona a su entrevistador que todos los hombres son iguales, que se visten distinto pero que no son diferentes por esa razón. También existe ese pensamiento reflexivo cuando menciona que los indígenas son iguales, pero es mejor un indígena letrado o que tuvo educación, he ahí la gran diferencia y resalte frente a esto, porque ahí nace la manipulación de indio a indio. Esta el indio que mantienen su vestimenta y que es letrado pero que de esa manera lega a manipular a los actuales e irracionales indios. Miguel Quispe representó un reto a la definición dominante de lo que es la indianidad.

### Mitificación
Por medio de un sector de la prensa de su época y posteriormente por algunos académicos se fue construyendo un personaje ficticio en donde se afirmaba que fue coronado Inca, inició la revuelta de Tocroyoc en la provincia de Espinar y murió sin dejar rastros de su cuerpo:

se dice fue coronado Inca del Tahuantinsuyo según el rito tradicional, asistido por los paqos (sacerdotes del sol) y que recorrió a pie toda la región del Cusco, donde profetizó el retorno del imperio y el castigo para los abusivos gamonales.

De acuerdo al historiador Wilfredo Kapsoli, Quispe envió una carta al diario El Sol de Cusco el 19 de diciembre de 1922 en donde afirmó que se ha distorsionado su imagen real hacia una de «un ser fantástico por los temores y suspicacias de los blancos, proclamado Inca por la fantasía de los noveladores de la vida real».